# Hartkirchen
Hartkirchen est une commune autrichienne du district d'Eferding en Haute-Autriche.

## Jumelages
- Halstenbek (Allemagne) depuis 1984[2]